# Nankin (tissu)
Pour les articles homonymes, voir Nankin (homonymie).

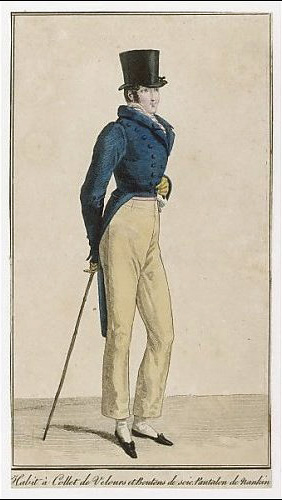

Le nankin est un tissu, plus précisément une toile de coton à tissu serré et solide, de couleur jaune clair, fabriquée originairement en Chine à Nankin. La ville d’origine a également donné son nom à la couleur du tissu. La fabrication de ce tissu a ensuite été reprise dans les Indes et en Europe.
Ce tissu était utilisé principalement dans la confection masculine et dans l’ameublement.